# 莉莲·苏泽特·吉布斯
莉莲·苏泽特·吉布斯（Lilian Suzette Gibbs，1870年9月10日—1925年1月30日），女，英国植物学家。
她出生于伦敦，大学毕业后在皇家科学学院植物系工作，曾经在世界各地考察，足迹到过冰岛、新几内亚、津巴布韦、斐济、新西兰、澳大利亚的昆士兰州和塔斯马尼亚岛，是世界上第一位登上京那巴鲁山顶峰的女性。她对高山植物的研究在当时处于领先地位，发现了许多高海拔地区生长的植物新属。1905年，她当选为伦敦林奈学会会员，1910年，当选为皇家显微学会会员，1919年，当选为皇家地理学会会员。